# Ljubljansko-Primorska liga 1956-1957
La Ljubljansko-Primorska liga 1956-1957 ("Lega di Lubiana e del Litorale 1956-1957") fu la seconda edizione del campionato calcistico riservato alle squadre sloveno-occidentali dopo la riforma del 1955. In questa stagione era nel terzo livello della piramide calcistica jugoslava.
La squadra campione accedeva a un torneo di qualificazione contro squadre slovene e croate per la promozione in I Zona.
Il campionato fu vinto dal Krim di Lubiana che ottenne l'accesso alle finali per la promozione nella I Zona dove fu però eliminato dall'Orient di Fiume.

## Squadre partecipanti
| Squadra         | Città          | Stagione 1955-56 | Stagione 1955-56           |
| Squadra         | Città          | Pos.             | Divisione                  |
| --------------- | -------------- | ---------------- | -------------------------- |
| ŽNK Nova Gorica | Nova Gorica    | 12°              | I Zonska Liga              |
| Grafičar        | Lubiana        | 1°               | Ljubljansko-Primorska liga |
| Krim            | Lubiana        | 2°               | Ljubljansko-Primorska liga |
| Triglav         | Kranj          | 3°               | Ljubljansko-Primorska liga |
| Mladost Kranj   | Kranj          | 4°               | Ljubljansko-Primorska liga |
| Ilirija         | Lubiana        | 5°               | Ljubljansko-Primorska liga |
| Slovan          | Lubiana        | 6°               | Ljubljansko-Primorska liga |
| Izola           | Isola d'Istria | 7°               | Ljubljansko-Primorska liga |
| Branik          | Salcano        | ?°               | ?                          |
| Tržič           | Tržič          | ?°               | ?                          |

## Classifica
|  | Pos. | Squadra           | Pt | G  | V  | N | P  | GF | GS | QR    |
|  | ---- | ----------------- | -- | -- | -- | - | -- | -- | -- | ----- |
|  | 1.   | Krim Lubiana      | 30 | 18 | 13 | 4 | 1  | 57 | 21 | 2,714 |
|  | 2.   | Triglav           | 27 | 18 | 13 | 1 | 4  | 56 | 26 | 2,154 |
|  | 3.   | Grafičar Lubiana  | 23 | 18 | 11 | 1 | 7  | 59 | 37 | 1,595 |
|  | 4.   | Železničar Gorica | 19 | 18 | 8  | 3 | 7  | 44 | 31 | 1,419 |
|  | 5.   | Slovan Lubiana    | 18 | 18 | 8  | 2 | 8  | 35 | 31 | 1,129 |
|  | 6.   | Tržič             | 18 | 18 | 8  | 2 | 8  | 28 | 28 | 1,000 |
|  | 7.   | Ilirija           | 15 | 18 | 6  | 3 | 9  | 33 | 37 | 0,892 |
|  | 8.   | Izola             | 14 | 18 | 6  | 2 | 10 | 32 | 40 | 0,800 |
|  | 9.   | Mladost Kranj     | 12 | 18 | 5  | 2 | 11 | 28 | 50 | 0,560 |
|  | 10.  | Branik Solkan     | 4  | 18 | 2  | 0 | 16 | 22 | 73 | 0,301 |

Legenda:
  Ammesso agli spareggi per la I Zonska liga 1957-1958.
      Retrocesso nella divisione inferiore.
Note:
Due punti a vittoria, uno a pareggio, zero a sconfitta.

## Playoff
Il Krim pareggiò 0-0 a Fiume la partita di andata del play-off contro l'Orijent, ma nella partita di ritorno a Lubiana i fiumani si imposero per 2-1. L'Orijent conquistò così la promozione in I Zona, mentre il Krim rimase nella Ljubljansko-Primorska liga.